# شارون تايلور
شارون تايلور هي لاعبة كاراتيه وملاكمة كيك بوكسينغ وممثلة كندية، ولدت في 1950 بفانكوفر في كندا.

## أعمال

### أفلام
- (2015)  تأمين

### مسلسلات
- كان ياما كان

## وصلات خارجية
- شارون تايلور على موقع IMDb (الإنجليزية)
- شارون تايلور على موقع ألو سيني (الفرنسية)
- شارون تايلور على موقع قاعدة بيانات الفيلم (الإنجليزية)
- شارون تايلور على موقع كينوبويسك (الروسية)